# Mørkøv
Mørkøv – miasto w Danii, w regionie Zelandia, w gminie Holbæk.
W mieście jest stacja kolejowa Mørkøv.